# Questa (Gattung)
Questa ist der Name einer Gattung von Vielborstern (Polychaeta), die in Meeren weltweit als Detritusfresser vom Küstensaum bis in die Tiefsee zu finden sind. Die zeitweise als eigene Gattung geführte Novaquesta mit der einzigen Art Novaquesta trifurcata  wurde 1998 mit Questa synonymisiert. Die Gattung wird seit 2000 zur Familie Orbiniidae gezählt, sodass der Familienname Questidae nicht mehr verwendet wird.

## Merkmale
Die Vielborster der Gattung Questa haben einen länglichen und schlanken, meist rötlich-orangefarbenen Körper mit einem stumpfen Kopf ohne Körperanhänge wie Antennen oder Palpen, der an Wenigborster erinnert und bei ausgewachsenen Tieren bis zu 1 cm lang wird und bis zu 60 borstentragende Segmente zählt.
Das Prostomium ist näherungsweise kegelförmig bis vorn breit gerundet und trägt weder Körperanhänge wie Antennen oder Palpen noch Augen. Am posterolateralen Rand des Prostomiums sitzen schlitzförmige Nuchalorgane. Abgesehen von diesen ist das einzige bekannte Sinnesorgan eine Reihe von Lateralorganen, die an jedem Segment zwischen Notopodium und Neuropodium sitzen. Das Peristomium und das erste, borstenlose Segment sind mehr oder weniger deutliche Ringel. Die darauf folgenden Rumpfsegmente sind insbesondere im Mittelabschnitt des Körpers außen oft sekundär geringelt. Die reduzierten Parapodien haben zwei kurze, papillenförmige Borstenlappen, an denen jeweils die Borsten in einem Bündel sitzen, und keine Aciculae. Bei allen Questa-Arten gibt es gesägt kapillarförmige Borsten sowie hakenförmige Borsten mit einem subdentalen Ligament sind, bei Questa trifurcata an den vorderen Parapodien jedoch auch dreigegabelte Borsten und Dreifachhaken. Auf der Rückenseite der mittleren und/oder hinteren Segmente sitzen bei den meisten Arten wie beispielsweise Questa ersei einfache bewimperte Kiemen, die bei manchen Arten wie Questa trifurcata allerdings fehlen. Das Pygidium ist zweilappig oder gerundet und trägt bei den meisten Arten sowohl dorsal als auch ventral paarige Cirren, nicht jedoch bei Questa trifurcata.
Die Segmentscheidewände sind außer in den gonadentragenden Segmenten wohl entwickelt. Bei Questa trifurcata und Questa ersei führt der ventral gelegene Mund in eine kleine Buccalhöhle, die wiederum in einen schmalen, kiefer- und zahnlosen, ventral gelegenen Pharynx übergeht. Dieser ist deutlich vom gewimperten Oesophagus abgesetzt, der wiederum in einen jeweils zwischen den Segmenten verengten Mitteldarm übergeht, an dessen Vorderabschnitt ein Paar ventrolateraler Blindsäcke mit je nach Art variierender Position abgeht. Das Rückengefäß des geschlossenen Blutgefäßsystems verzweigt sich im 1. Segment und bildet vorn eine Schleife, die das Gehirn versorgt, und um den Pharynx führende Gefäße, die sich im 2. und 3. Segment zu einem mittig gelegenen Bauchgefäß vereinen. Dieses ist über Seitengefäße entlang der Furchen des Darms zwischen den Segmenten mit dem Rückengefäß verbunden. Die Nephridien führen über Öffnungen etwas unterhalb der Notopodien nach außen. Das Gehirn hat eine trapezoide Form und befindet sich ganz im Prostomium.

## Verbreitung und Lebensraum
Die Ringelwürmer der Gattung Questa sind weit verbreitet und an der pazifischen und der atlantischen Küste Nordamerikas, im Golf von Mexiko, dem Karibischen Meer, an den Galapagosinseln, den Philippinen und im Mittelmeer gefunden worden. Sie kommen in seichten Gewässern ebenso vor wie in der Tiefsee, jedoch selten in hoher Populationsdichte. Questa caudicirra tritt möglicherweise als Kosmopolit weltweit auf. Die Tiere leben in feinem und mittelgrobem Sand, der reich an organischer Substanz ist, wie auch in Carbonatsedimenten wie Korallen- und Muschelschill. Sie bewegen sich zwischen den Sedimentkörnern mithilfe ihrer langen und biegsamen Borsten fort.
Die Tiere verschlucken Kieselalgen, Pflanzenmaterial und Sandkörner mit anhaftender organischer Substanz und daran wachsenden Bakterien, indem sie ihr zungenartiges Buccalorgan aus- und einstülpen.

## Entwicklungszyklus
Die Vielborster der Gattung Questa sind getrenntgeschlechtlich. Die Eierstöcke an den vorderen Scheidewenden des 12. und 13. Segments bilden dotterreiche, bis zu 200 μm große Eier, die über 2 oder 3 ventrolaterale Öffnungen am 12. bis 14. Segment entlassen werden. Die Weibchen haben ein (Questa ersei) oder zwei (Questa trifurcata) unpaare Receptacula seminis im 5. bis 7. Segment, die am Rücken zwischen dem 5. und 6. Segment (Questa ersei) oder zwei einseitige, links liegende Poren an diesen Segmenten (Questa trifurcata) nach außen münden. Ein drüsiger, papillenreicher, wenn auch nicht leicht erkennbarer Gürtel, der dem Clitellum von Wenigborstern ähnelt, reicht vom 9. bis zum 11. Segment. Die Männchen bilden ihre Spermien in unauffälligen Hodensäcken im 11. und 12. Segment, die über muskulöse Spermienspeicher und schmale Spermienleiter in große, drüsige Kopulationshöcker am Rücken des 13. bis 15. Segments führen. Die Anneliden der Gattung Questa paaren sich Rücken an Rücken, so dass die Spermien von den Kopulationshöckern am Rücken des Männchens in die Öffnungen der Receptacula seminis am Rücken des Weibchens übertragen werden. Nach der Kopulation scheidet das Weibchen einen Gallertgürtel ab, in den sie reife Eier legt und mit dem Sperma des Sexpartners aus den Receptacula seminis befruchtet. Die Larven von Questa trifurcata entwickeln sich in ovalen Kokons, die im Herbst abgelegt werden, und nach 4 bis 6 Wochen schlüpfen Würmchen mit 7 borstentragenden Segmenten.

## Gattungen
Gleichzeitig mit der Beschreibung der Typusart Questa caudicirra stellte Olga Hartman 1966 die Gattung Questa und die Familie Questidae auf, in welche auch die 1970 von Hobson beschriebene Gattung Novaquesta mit der einzigen Art Novaquesta trifurcata gestellt wurde. Giere und Erséus synonymisierten 1998 allerdings in ihrer Revision Novaquesta mit Questa.
Zur Gattung Questa werden folgende 10 Arten gezählt:
- Questa bicirrata Giere & Erséus, 1998
- Questa caudicirra Hartman, 1966
- Questa ersei Jamieson & Webb, 1984
- Questa fijiensis Giere, Ebbe & Erséus, 2007
- Questa media Westheide, 1981
- Questa mediterranea Giere & Erséus, 1998
- Questa paucibranchiata Giere & Erséus, 1998
- Questa retrospermatica Giere, Ebbe & Erséus, 2007
- Questa riseri Giere & Erséus, 1998
- Questa trifurcata (Hobson, 1970) (Synonym Novaquesta trifurcata Hobson, 1970)